# Giovanni Garbini
Giovanni Garbini (Roma, 8 ottobre 1931 – Roma, 2 gennaio 2017) è stato un orientalista e semitista italiano.
È stato docente universitario nelle sedi dell'Istituto Universitario Orientale di Napoli, alla Scuola Normale di Pisa e infine nella Sapienza di Roma, ed inoltre socio nazionale dell'Accademia Nazionale dei Lincei dal 1990 e componente della Fondazione Leone Caetani per gli studi musulmani.

## Interpretazione storica della narrazione biblica
Esperto di lingue, storia e religioni semitiche antiche vicino-orientali (Ebrei, Fenici e Arabi della Jāhiliyya, specialmente yemeniti), Garbini è stato impegnato nel settore della filologia biblica.
Tali studi rivelerebbero omissioni storiche e manipolazioni presenti nel testo che hanno condotto lo studioso a interpretare differentemente la vicenda biblica e a contestualizzarla maggiormente nel quadro della storia del Vicino Oriente in generale. 
Secondo Garbini, infatti, l'origine del popolo ebraico andrebbe ricercata in quella parte del deserto siriano collocata tra il Tigri e l'Eufrate, a ovest dei monti Kashiar. Di qui alcune tribù aramaiche si sarebbero stanziate nel territorio di Damasco e sarebbero poi scese verso il sud, verso l'attuale territorio palestinese. La vicenda di Mosè e dell'esodo dall'Egitto sarebbero invece un mito ancora più antico, autonomo rispetto a quello di Abramo e dei patriarchi.
Un regno unitario davidico-salomonico, quindi, sarebbe stato soltanto una creazione leggendaria in quanto il popolo aramaico stanziato in Palestina avrebbe costituito il Regno di Israele, sotto la dinastia degli Omridi, solo intorno al 900 avanti Cristo.
In precedenza, il beniaminita Saul, avrebbe costituito un regno locale nella Palestina centrale che, progressivamente, sarebbe stato riassorbito dai Filistei. David sarebbe stato una specie di capitano di ventura del IX secolo al servizio dei Filistei e Salomone un personaggio assolutamente mitico. Più tardi, l'israelita Amazia, a Gerusalemme, avrebbe fondato il regno di Giuda che avrebbe avuto il sopravvento, quando gli eventi internazionali concorsero a decretare la fine del regno del nord. 

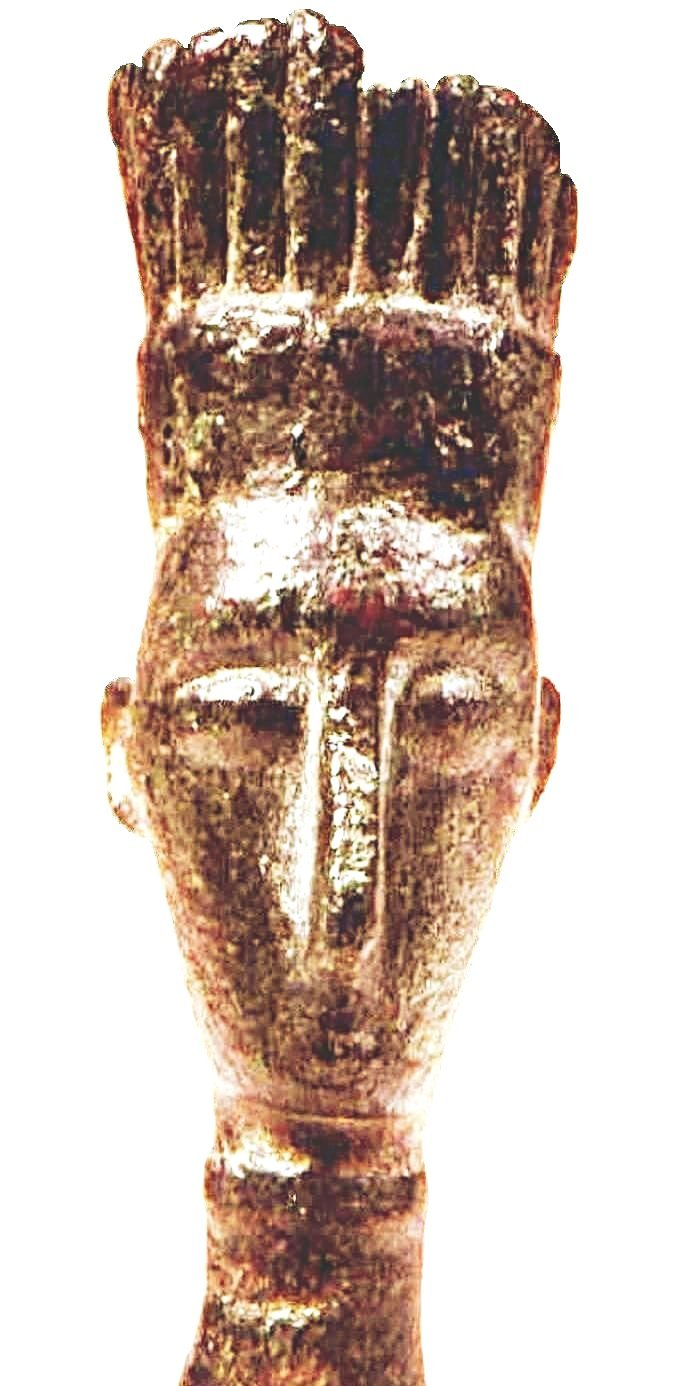
Bronzetto raffigurante il Sardus pater, con il copricapo piumato dei Peleset/Filistei

Garbini avrebbe inoltre accertato l'esistenza, a Gerusalemme, tra il regno di Ezechia e quello di Giosia, di un lungo regno ammonita, cancellato dagli scribi ebrei.
Le prime due sezioni della Bibbia ebraica, la Legge e i Profeti, sarebbero state scritte secondo il Garbini fra il 159 e il 152 a.C. in un  concilio indetto da Demetrio II al fine di mettere ordine fra le violentissime dispute fra i gruppi sociali.

## Opinione di Garbini sul ruolo del popolo dei Filistei
Giovanni Garbini sostenne l'importanza del popolo filisteo, nell'età del bronzo finale, in tutto il bacino del Mediterraneo. Questi ultimi, che il biblista identifica con il popolo dei "Peleset", citato nelle iscrizioni egiziane di Medinet Habu tra i Popoli del Mare che attaccarono l'Egitto durante il regno del faraone Ramses III, sarebbero stati i veri dominatori della Palestina tra l'XI e la metà del IX secolo a.C. Dopo la sconfitta subita dal faraone Ramses III, infatti, i "Peleset"/Filistei sarebbero stati autorizzati a stanziarsi nella terra di Canaan, all'epoca sottoposta al dominio egiziano e alla quale, successivamente, dettero il proprio nome (Palestina).
Non sottovalutando le affinità iconografiche dei guerrieri Peleset delle testimonianze egizie, con alcuni guerrieri riprodotti nei bronzetti sardi, Garbini giunge ad affermare che, a suo parere, "per circa due secoli (il X e l'XI, n.d.r.) il Mediterraneo fu probabilmente un mare in gran parte filisteo". È inoltre del parere che i rinvenimenti di ceramica sub-micenea sul suolo italiano (Frattesine, Torcello, Campo di Santa Susanna presso Rieti, vari siti della Sardegna e della Sicilia, ecc.) dimostrino la diffusione, in età protostorica, della cultura filistea anche nella penisola italiana e nelle isole.

## Principali opere
- Il semitico di nord-ovest, Napoli, 1960;
- Storia e problemi dell'epigrafia semitica, Napoli, 1979;
- I Fenici. Storia e religione, Napoli, 1980;
- Le lingue semitiche, seconda edizione, Napoli, 1984;
- Storia e ideologia nell'Israele antico, Brescia, Paideia, 1986 (trad. ingl. History and Ideology in Ancient Israel), New York, Crossroad, 1988
- Il semitico nordoccidentale, Roma, 1988;
- Cantico dei cantici. Testo, traduzione e commento, Brescia, Paideia, 1992;
- La religione dei fenici in Occidente, Roma, 1994;
- Introduzione alle lingue semitiche, Brescia, Paideia, 1994, con O. Durand;
- Note di lessicografia ebraica, Brescia, Paideia, 1998;
- Il ritorno dall'esilio babilonese, Brescia, Paideia, 2001;
- Mito e storia nella Bibbia, Brescia, Paideia, 2003;
- Introduzione all'epigrafia semitica, Brescia, Paideia, 2006;
- Scrivere la storia d'Israele, Brescia, Paideia, 2008;
- Avvio alla lettura delle iscrizioni "pseudo-geroglifiche" di Biblo, "Rendiconti Morali dell'Accademia dei Lincei", s. 9, 20 (2009), 233-274;
- Letteratura e politica nell'Israele antico, Brescia, Paideia 2010;
- Dio della terra, dio del cielo, Brescia, Paideia 2011;
- I Filistei. Gli antagonisti di Israele, nuova edizione, Brescia, Paideia, 2012;
- Il Poema di Baal di Ilumilku, Brescia, Paideia, 2014;
- Vita e mito di Gesù, Brescia, Paideia, 2015;
- Il vangelo aramaico di Matteo e altri saggi, Brescia, Paideia, 2017.